# Campbell-Inseln
Als Campbell-Inseln oder Campbell Islands werden Campbell Island und die umgebenden kleinen Inseln im südlichen Pazifischen Ozean bezeichnet. Der Name ist allerdings nicht offiziell. In der englischsprachigen Fachliteratur werden die Inseln zuweilen von Wissenschaftlern auch Campbell Island Group genannt. Die Inseln zählen zum Territorium von Neuseeland.
Um Campbell Island herum befinden sich:
- Dent Island
- Folly Island
- Gomez Island
- Hook Keys
- Isle de Jeanette Marie
- Jacquemart Island
- Monowai Island
- Survey Island
- Wasp Island

Sie alle entstanden durch Erosion und waren einst Teil des ehemaligen Vulkans, der die Insel Campbell Island im späten Känozoikum bildete.
Dent Island ist mit einer Länge von rund 625 m und einer Fläche von 23 Hektar die größte aller Campbell Island umgebenden Inseln.